# The Jester Race
The Jester Race – album koncepcyjny szwedzkiej grupy In Flames, wydany w roku 1996.
Płyta ta jest wciąż postrzegana jako album, który wywarł największy wpływ na obecny wygląd muzyki melodic death metalowej. Jest to także pierwszy album koncepcyjny grupy In Flames oraz pierwszy nagrany z nowym wokalistą, Andersem Fridénem. Głównymi tematami utworów są ludzkie słabości, niedomagania oraz arogancja. Ludzie są porównywani do błaznów, którzy pragną zepsuć i zniszczyć Matkę Ziemię. Do utworu "Artifacts of the Black Rain" zawartego na albumie nakręcono teledysk.

## Lista utworów
1. "Moonshield" – 5:01
2. "The Jester's Dance" – 2:09
3. "Artifacts of the Black Rain" – 3:15
4. "Graveland" – 2:46
5. "Lord Hypnos" – 4:01
6. "Dead Eternity" – 5:01
7. "The Jester Race" – 4:51
8. "December Flower" – 4:10
9. "Wayfaerer" – 4:41
10. "Dead God in Me" – 4:15

### Utwory bonusowe (wydanie 2002)
1. "Goliaths Disarm Their Davids" – 4:55
2. "Gyroscope" – 3:23
3. "Acoustic Medley" – 2:32
4. "Behind Space" (Live) – 3:36

Utwory te pochodzą z płyty Black-Ash Inheritance MCD.

### Wersja japońska
1. "Dead Eternity" – 5:01
2. "The Jester Race" – 4:51
3. "Graveland" – 2:46
4. "Moonshield" – 5:01
5. "The Jester's Dance" – 2:09
6. "December Flower" – 4:10
7. "Artifacts of the Black Rain" – 3:15
8. "Dead God In Me" – 4:15
9. "Wayfaerer" – 4:41
10. "Lord Hypnos" – 4:01
11. "Dead Eternity (demo)" – 5:02
12. "The Inborn Lifeless (demo)" – 3:22

## Twórcy
- Björn Gelotte – perkusja, gitara
- Anders Fridén – wokal
- Jesper Strömblad – gitara
- Glenn Ljungström – gitara
- Johan Larsson – bas
- Fredrik Nordström – klawisze
- Oscar Dronjak – wokal w "Dead Eternity"
- Kasper Dahlqvist – klawisze w "Wayfaerer"
- Fredrik Johansson – gitara prowadząca w "December Flower"
- Joakim Göthberg – wokal w "Dead Eternity (demo)", "The Inborn Lifeless (demo)"